# Efferia rufina
Efferia rufina este o specie de muște din genul Efferia, familia Asilidae. A fost descrisă pentru prima dată de Christian Rudolph Wilhelm Wiedemann în anul 1819. Conform Catalogue of Life specia Efferia rufina nu are subspecii cunoscute.